# Cixius stimatica
Cixius stimatica är en insektsart. Cixius stimatica ingår i släktet Cixius och familjen kilstritar. Utöver nominatformen finns också underarten C. s. reuteri.